# Ezequiel Castaño
Ezequiel Castaño (Buenos Aires, 4 de diciembre de 1981) es un conocido  actor argentino. Su primer papel fue, en 1995, el de Cristián "Mosca" Gómez en la recordada telenovela Chiquititas. Se hizo más conocido en 2010 por su papel de Lalo en la novela Botineras.

## Biografía
Ezequiel Castaño estudió una Licenciatura en Artes Combinadas en la Universidad de Buenos Aires. Estudió actuación con Norman Briski.

## Vida personal
Desde 2010 mantiene una relación sentimental con la fotógrafa, Ailen Cibello.

## Carrera
Ezequiel Castaño, debutó como actor en el 1995 en la telenovela infantil Chiquititas, creada y producida por Cris Morena, donde interpretó a Cristián "Mosca" Gómez.
Entre 1995 y 1998, realizó las temporadas teatrales de Chiquititas.
Entre 1999 y 2000, protagonizó la serie juvenil Verano del '98, donde interpretó a Lucio Herrera. 
En agosto de 2001, hizo una participación especial en el último capítulo de Chiquititas junto a  María Jimena Piccolo, Agustina Cherri, Diego Mesaglio, Santiago Stieben, Guillermo Santa Cruz, Nicolás Goldschmidt, Georgina Mollo, y Sofía Recondo.
En 2002, formó parte del elenco de la telenovela Franco Buenaventura, el profe.
En 2004, hizo una participación especial la telenovela infantil y juvenil Floricienta, creada y producida por Cris Morena. Ese mismo año hizo una participación especial en la telenovela Los Roldan.
Entre 2004 y 2005, realizó la obra de teatro El castillo de Kafka junto a Carla Peterson.
En 2005, participó en algunos capítulos de la comedia Amor mío.
En 2007, participó en algunos capítulos de la serie Casi ángeles.
En 2008, protagonizó la serie Aquí no hay quien viva junto a Jorgelina Aruzzi, Eduardo Blanco, Silvina Bosco, Roberto Carnaghi, Lidia Catalano, Gerardo Chendo, Agustina Córdova, Héctor Díaz, Eugenia Guerty, Daniel Hendler, Julieta Ortega, Nahuel Pérez Biscayart, Mabel Pessen, Norma Pons, Jorge Suárez, Mariano Torre, Deborah Warren, Paula Morales y Franco Rau, donde interpretó a Carlos Saúl Guerra. 
Entre 2009 y 2010, formó parte del elenco de la telenovela Ciega a citas, donde interpretó a Santiago Ugly. Ese mismo año fue uno de los coprotagonistas de la serie Botineras, donde interpretó a Gonzalo "Lalo" Roldán.
En 2011, protagonizó un capítulo del unitario Maltratadas junto a Sabrina Garciarena y Rafael Ferro.
En 2012, protagonizó la miniserie Invasión Salamone, donde interpretó a Gonzalo.
En 2018, hizo una participación especial en la telenovela Golpe al corazón.
En 2020, hizo una participación especial en la telenovela Separadas, donde interpretó a Luciano Alberto Villa. Ese mismo año formó parte del elenco de la película Quemar las naves, donde interpretó a Pedro Nogués.

## Televisión
| Año       | Título                        | Personaje                    | Canal              |
| --------- | ----------------------------- | ---------------------------- | ------------------ |
| 1995-1998 | Chiquititas                   | Cristián "Mosca" Gómez       | Telefe             |
| 1999-2000 | Verano del 98                 | Lucio Herrera                | Telefe             |
| 2001      | Chiquititas                   | Cristián "Mosca" Gómez       | Telefe             |
| 2002      | Franco Buenaventura, el profe | Agustín Marzoa               | Telefe             |
| 2004      | Floricienta                   | Pirata                       | El Trece           |
| 2004      | Los Roldan                    |                              | Telefe             |
| 2005      | Amor mío                      |                              | Telefe             |
| 2007      | Casi ángeles                  | Alberto "Albertito" Paulazzo | Telefe             |
| 2008      | Aquí no hay quien viva        | Carlos Saúl Guerra           | Telefe             |
| 2009-2010 | Ciega a citas                 | Santiago Ugly                | Televisión Pública |
| 2009-2010 | Botineras                     | Gonzalo "Lalo" Roldán        | Telefe             |
| 2011      | Maltratadas                   | Damián                       | América TV         |
| 2012      | Invasión Salamone             | Gonzalo                      | Independiente      |
| 2018      | Golpe al corazón              |                              | Telefe             |
| 2020      | Separadas                     | Luciano Alberto Villa        | El Trece           |

## Teatro
| Año       | Obra                 | Personaje              | Dirección        | Teatro          |
| --------- | -------------------- | ---------------------- | ---------------- | --------------- |
| 1996-1998 | Chiquititas          | Cristián "Mosca" Gómez | Cris Morena      | Teatro Gran Rex |
| 2004-2005 | El castillo de Kafka |                        | Miguel Guerberof |                 |

## Programas de Televisión
| Año       | Título                        | Rol          | Canal    | Notas |
| --------- | ----------------------------- | ------------ | -------- | ----- |
| 1997-1998 | Almorzando con Mirtha Legrand | Invitado     | El Trece |       |
| 1997-1998 | Susana Giménez                | Invitado     | Telefe   |       |
| 1997-1998 | Videomatch                    | Invitado     | Telefe   |       |
| 1998      | Nico R                        | Invitado     | Telefe   |       |
| 1999-2000 | Sábado Bus                    | Invitado     | Telefe   |       |
| 2010      | CQC                           | Participante | Telefe   |       |
| 2010      | Susana Giménez                | Invitado     | Telefe   |       |
| 2019      | ¿Quién quiere ser millonario? | Participante | Telefe   |       |

## Cine
| Año  | Película         | Personaje    | Dirección             |
| ---- | ---------------- | ------------ | --------------------- |
| 2013 | Mala             |              | Israel Adrián Caetano |
| 2021 | Quemar las naves | Pedro Nogués | Rodolfo Carnevale     |